# Dienstgrade der Feuerwehr in Sachsen-Anhalt
Die Dienstgrade der Feuerwehr in Sachsen-Anhalt reichen von dem Feuerwehrmann-Anwärter bzw. der Feuerwehrfrau-Anwärterin auf unterster Ebene der Freiwilligen Feuerwehr bis zum Landesbranddirektor in bei der Berufsfeuerwehr.

## Freiwillige Feuerwehr
Die Vergabe der Dienstgrade wird nach der Laufbahnverordnung für Freiwillige Feuerwehren des Landes Sachsen-Anhalt geregelt und das Aussehen der Schulterstücke in Verordnung über die Dienstkleidung der Feuerwehren.
| Dienstgrad                                            | Abzeichen                                              | Funktion | Voraussetzungen | Kragen- und Mützenabzeichen |
| ----------------------------------------------------- | ------------------------------------------------------ | --- | --- | --- |
| Feuerwehrfrauanwärterin / Feuerwehrmannanwärter       | Schulterstück Feuwehrmannanwaerter Sachsen-Anhalt      | | - Aufnahme in die Freiwillige Feuerwehr | Kragenspiegel: Parallelogram 75 mm hoch und 42 mm breit, mit Stoffunterlage RAL 4004 und Feuerwehrsymbol Mützenabzeichen: mittig angebrachtes Metallabzeichen mit Landeswappen 21 mm hoch, 18 mm breit, umrahmt von einem 5 mm breiten, nach oben offenem Kranz aus Eichenlaub Mützenkordel: schwarz                                               |
| Feuerwehrfrau / Feuerwehrmann                         | Schulterstück Feuerwehrmann Sachsen-Anhalt             | - Truppfrau oder Truppmann | - abgeschlossene Truppmannausbildung, Atemschutzgeräteträgerausbildung1 und Lehrgang "Sprechfunk" | Kragenspiegel: Parallelogram 75 mm hoch und 42 mm breit, mit Stoffunterlage RAL 4004 und Feuerwehrsymbol Mützenabzeichen: mittig angebrachtes Metallabzeichen mit Landeswappen 21 mm hoch, 18 mm breit, umrahmt von einem 5 mm breiten, nach oben offenem Kranz aus Eichenlaub Mützenkordel: schwarz                                               |
| Oberfeuerwehrfrau / Oberfeuerwehrmann                 | Schulterstück Oberfeuerwehrmann Sachsen-Anhalt         | - Truppführerin oder Truppführer | - mindestens ein Jahr Dienst in Funktion Truppfrau oder Truppmann und abgeschlossene Truppführerausbildung | Kragenspiegel: Parallelogram 75 mm hoch und 42 mm breit, mit Stoffunterlage RAL 4004 und Feuerwehrsymbol Mützenabzeichen: mittig angebrachtes Metallabzeichen mit Landeswappen 21 mm hoch, 18 mm breit, umrahmt von einem 5 mm breiten, nach oben offenem Kranz aus Eichenlaub Mützenkordel: schwarz                                               |
| Hauptfeuerwehrfrau / Hauptfeuerwehrmann               | Schulterstück Hauptfeuerwehrmann Sachsen-Anhalt        | - a) Truppführerin oder Truppführer - b) Maschinistin oder Maschinist - c) Atemschutzgerätewartin oder Atemschutzgerätewart - d) Gerätewartin oder Gerätewart | - a) mindestens ein Jahr Dienst in Truppführerin oder Truppführer und abgeschlossener Lehrgang „Technische Hilfeleistung“ - b) ein Jahr Dienst in Funktion Truppführerin oder Truppführer und abgeschlossene Maschinistenausbildung - c) ein Jahr Dienst in Funktion Truppführerin oder Truppführer und abgeschlossene Atemschutzgeräteträgerausbildung und abgeschlossene Atemschutzgerätewartausbildung - d) ein Jahr Dienst in Funktion Truppführerin oder Truppführer und abgeschlossene Gerätewartausbildung                                                                                                | Kragenspiegel: Parallelogram 75 mm hoch und 42 mm breit, mit Stoffunterlage RAL 4004 und Feuerwehrsymbol Mützenabzeichen: mittig angebrachtes Metallabzeichen mit Landeswappen 21 mm hoch, 18 mm breit, umrahmt von einem 5 mm breiten, nach oben offenem Kranz aus Eichenlaub Mützenkordel: schwarz                                               |
| Erste Hauptfeuerwehrfrau / Erster Hauptfeuerwehrmann2 | Schulterstück Erster Hauptfeuerwehrmann Sachsen-Anhalt | - a) Truppführerin oder Truppführer - b) Maschinistin oder Maschinist - c) Atemschutzgerätewartin oder Atemschutzgerätewart - d) Gerätewartin oder Geratewart | - a) mindestens drei Jahre Dienst in Funktion Truppführerin oder Truppführer und abgeschlossene Lehrgänge Technische Hilfeleistung und ABC-Einsatz3, oder mindestens 20 Jahre Dienst in der Funktion Truppführerin oder Truppführer - b) zehn Jahre Dienst in Funktion Maschinistin oder Maschinist und mindestens 20 h nachgewiesene funktionstypische Fortbildung - c) fünf Jahre Dienst in Funktion Atemschutzgerätewartin oder Atemschutzgerätewart - d) fünf Jahre Dienst in Funktion Gerätewartin oder Gerätewart                                                                                          | Kragenspiegel: Parallelogram 75 mm hoch und 42 mm breit, mit Stoffunterlage RAL 4004 und Feuerwehrsymbol Mützenabzeichen: mittig angebrachtes Metallabzeichen mit Landeswappen 21 mm hoch, 18 mm breit, umrahmt von einem 5 mm breiten, nach oben offenem Kranz aus Eichenlaub Mützenkordel: schwarz                                               |
| Löschmeisterin / Löschmeister                         | Schulterstück Löschmeister Sachsen-Anhalt              | - a) Gruppenführerin oder Gruppenführer - b) Atemschutzgerätewartin oder Atemschutzgerätewart - c) Gerätewartin oder Gerätewart | - a) mindestens drei Jahre Dienst in Funktion Truppführerin oder Truppführer und abgeschlossene Gruppenführerausbildung - b) zehn Jahre Dienst in Funktion Atemschutzgerätewartin oder Atemschutzgerätewart und mindestens 20 h nachgewiesene funktionstypische Fortbildung - c) zehn Jahre Dienst in Funktion Gerätewartin oder Gerätewart und mindestens 20 h nachgewiesene funktionstypische Fortbildung | Kragenspiegel: Parallelogram 75 mm hoch und 42 mm breit, mit Stoffunterlage RAL 4004 und Feuerwehrsymbol Mützenabzeichen: mittig angebrachtes Metallabzeichen mit Landeswappen 21 mm hoch, 18 mm breit, umrahmt von einem 5 mm breiten, nach oben offenem Kranz aus Eichenlaub Mützenkordel: schwarz                                               |
| Oberlöschmeisterin / Oberlöschmeister                 | Schulterstück Oberlöschmeister Sachsen-Anhalt          | - Gruppenführerin oder Gruppenführer | - mindestens fünf Jahre Dienst in Funktion Gruppenführerin oder Gruppenführer und mindestens 40 Stunden nachgewiesene Teilnahme an anerkannten funktionstypischen Fortbildungslehrgängen | Kragenspiegel: Parallelogram 75 mm hoch und 42 mm breit, mit Stoffunterlage RAL 4004 und Feuerwehrsymbol Mützenabzeichen: mittig angebrachtes Metallabzeichen mit Landeswappen 21 mm hoch, 18 mm breit, umrahmt von einem 5 mm breiten, nach oben offenem Kranz aus Eichenlaub Mützenkordel: schwarz                                               |
| Hauptlöschmeisterin / Hauptlöschmeister4              | Schulterstück Hauptlöschmeister Sachsen-Anhalt         | - a) Gruppenführerin oder Gruppenführer - b) Stellvertretende Ortswehrleiterin oder stellvertretender Ortswehrleiter einer Ortsfeuerwehr, deren Ausstattung für den Einsatz bis zur Stärke einer Gruppe vorgesehen ist. | - a) mindestens 15 Jahre in Funktion Gruppenführerin oder Gruppenführer - b) ein Jahr Dienst in mindestens Funktion Gruppenführerin oder Gruppenführer und abgeschlossener Lehrgang „Leiter einer Feuerwehr“ | Kragenspiegel: Parallelogram 75 mm hoch und 42 mm breit, mit Stoffunterlage RAL 4004 und Feuerwehrsymbol Mützenabzeichen: mittig angebrachtes Metallabzeichen mit Landeswappen 21 mm hoch, 18 mm breit, umrahmt von einem 5 mm breiten, nach oben offenem Kranz aus Eichenlaub Mützenkordel: schwarz                                               |
| Brandmeisterin / Brandmeister                         | Schulterstück Brandmeister Sachsen-Anhalt              | - a) Zugführerin oder Zugführer - b) Ortswehrleiterin oder Ortswehrleiter einer Ortsfeuerwehr, deren Ausstattung für den Einsatz bis zur Stärke einer Gruppe vorgesehen ist - c) Stellvertretende Ortswehrleiterin oder stellvertretender Ortswehrleiter einer Ortsfeuerwehr, deren Ausstattung für den Einsatz bis zur Stärke eines erweiterten Zuges vorgesehen ist                                                  | - a) mindestens drei Jahre Dienst in Funktion Gruppenführerin oder Gruppenführer und abgeschlossene Zugführerausbildung - b) ein Jahr Dienst in mindestens Funktion Gruppenführerin oder Gruppenführer und abgeschlossener Lehrgang „Leiter einer Feuerwehr“ - c) ein Jahr Dienst in mindestens Funktion Zugführerin oder Zugführer und abgeschlossener Lehrgang „Leiter einer Feuerwehr“ | Kragenspiegel: Parallelogram 75 mm hoch und 42 mm breit, mit Stoffunterlage RAL 4004, Feuerwehrsymbol und umlaufender silberfarbener Paspelierung Mützenabzeichen: mittig angebrachtes Metallabzeichen mit Landeswappen 21 mm hoch, 18 mm breit, umrahmt von einem 5 mm breiten, nach oben offenem Kranz aus Eichenlaub Mützenkordel: silberfarbig |
| Oberbrandmeisterin / Oberbrandmeister                 | Schulterstück Oberbrandmeister Sachsen-Anhalt          | - a) Zugführerin oder Zugführer - b) Verbandsführerin oder Verbandsführer - c) Ortswehrleiterin oder Ortswehrleiter einer Ortsfeuerwehr, deren Ausstattung für den Einsatz bis zur Stärke eines erweiterten Zuges vorgesehen ist - d) Stellvertretende Ortswehrleiterin oder stellvertretender Ortswehrleiter einer Ortsfeuerwehr, deren Ausstattung für den Einsatz von mehr als einem erweiterten Zug vorgesehen ist | - a) mindestens fünf Jahre Dienst in Funktion Zugführerin oder Zugführer und mindestens 40 h nachgewiesene Teilnahme an anerkannten funktionstypischen Fortbildungslehrgängen - b) mindestens drei Jahre Dienst in Funktion Zugführerin oder Zugführer und abgeschlossener Lehrgang Verbandsführer und Einsatz als Verbandsführerin oder Verbandsführer - c) ein Jahr Dienst in mindestens Funktion Zugführerin oder Zugführer und abgeschlossener Lehrgang „Leiter einer Feuerwehr“ - d) ein Jahr Dienst in Funktion Verbandsführerin oder Verbandsführer und abgeschlossener Lehrgang „Leiter einer Feuerwehr“ | Kragenspiegel: Parallelogram 75 mm hoch und 42 mm breit, mit Stoffunterlage RAL 4004, Feuerwehrsymbol und umlaufender silberfarbener Paspelierung Mützenabzeichen: mittig angebrachtes Metallabzeichen mit Landeswappen 21 mm hoch, 18 mm breit, umrahmt von einem 5 mm breiten, nach oben offenem Kranz aus Eichenlaub Mützenkordel: silberfarbig |
| Hauptbrandmeisterin / Hauptbrandmeister               | Schulterstück Hauptbrandmeister Sachsen-Anhalt         | - a) Verbandsführerin oder Verbandsführer - b) Ortswehrleiterin oder Ortswehrleiter einer Ortsfeuerwehr, deren Ausstattung für den Einsatz von mehr als einem erweiterten Zug vorgesehen ist - c) Stellvertretende Gemeindewehrleiterin oder stellvertretender Gemeindewehrleiter oder Stellvertretende Stadtwehrleiterin oder stellvertretender Stadtwehrleiter5                                                      | - a) mindestens fünf Jahre Dienst in Funktion Verbandsführerin oder Verbandsführer und mindestens 40 h nachgewiesene Teilnahme an anerkannten funktionstypischen Fortbildungslehrgängen - b) ein Jahr Dienst in Funktion Verbandsführerin oder Verbandsführer und abgeschlossener Lehrgang „Leiter einer Feuerwehr“ - c) ein Jahr Dienst in Funktion Verbandsführerin oder Verbandsführer und abgeschlossener Lehrgang „Leiter einer Feuerwehr“ | Kragenspiegel: Parallelogram 75 mm hoch und 42 mm breit, mit Stoffunterlage RAL 4004, Feuerwehrsymbol und umlaufender silberfarbener Paspelierung Mützenabzeichen: mittig angebrachtes Metallabzeichen mit Landeswappen 21 mm hoch, 18 mm breit, umrahmt von einem 5 mm breiten, nach oben offenem Kranz aus Eichenlaub Mützenkordel: silberfarbig |
| Brandinspektorin / Brandinspektor                     | Schulterstück Brandinspektor Sachsen-Anhalt            | - Gemeindewehrleiterin oder Gemeindewehrleiter oder Stadtwehrleiterin oder Stadtwehrleiter6 | - ein Jahr Dienst in der Funktion Verbandsführerin oder Verbandsführer und abgeschlossener Lehrgang „Leiter einer Feuerwehr“ | Kragenspiegel: Parallelogram 75 mm hoch und 42 mm breit, mit Stoffunterlage RAL 4004, Feuerwehrsymbol und umlaufender silberfarbener Paspelierung Mützenabzeichen: mittig angebrachtes Metallabzeichen mit Landeswappen 21 mm hoch, 18 mm breit, umrahmt von einem 5 mm breiten, nach oben offenem Kranz aus Eichenlaub Mützenkordel: silberfarbig |
| Oberbrandinspektorin / Oberbrandinspektor             | Schulterstück Oberbrandinspektor Sachsen-Anhalt        | - Abschnittsleiterin oder Abschnittsleiter oder stellvertretende Kreisbrandmeisterin oder stellvertretender Kreisbrandmeister | - fünf Jahre Dienst in der Funktion Verbandsführerin oder Verbandsführer und abgeschlossener Lehrgang „Leiter einer Feuerwehr“ | Kragenspiegel: Parallelogram 75 mm hoch und 42 mm breit, mit Stoffunterlage RAL 4004, Feuerwehrsymbol und umlaufender silberfarbener Paspelierung Mützenabzeichen: mittig angebrachtes Metallabzeichen mit Landeswappen 21 mm hoch, 18 mm breit, umrahmt von einem 5 mm breiten, nach oben offenem Kranz aus Eichenlaub Mützenkordel: silberfarbig |
| Hauptbrandinspektorin / Hauptbrandinspektor           | Schulterstück Hauptbrandinspektor Sachsen-Anhalt       | - Kreisbrandmeisterin oder Kreisbrandmeister - stellvertretende Landesbrandmeisterin oder stellvertretender Landesbrandmeister - Landesbrandmeisterin oder Landesbrandmeister | - fünf Jahre Dienst in der Funktion Verbandsführerin oder Verbandsführer und abgeschlossener Lehrgang „Leiter einer Feuerwehr“ | Kragenspiegel: Parallelogram 75 mm hoch und 42 mm breit, mit Stoffunterlage RAL 4004, Feuerwehrsymbol und umlaufender silberfarbener Paspelierung Mützenabzeichen: mittig angebrachtes Metallabzeichen mit Landeswappen 21 mm hoch, 18 mm breit, umrahmt von einem 5 mm breiten, nach oben offenem Kranz aus Eichenlaub Mützenkordel: silberfarbig |

1 – Sofern keine gesundheitlichen Gründe entgegenstehen.

2 – Dieser Dienstgrad muss nicht durchlaufen werden.

3 – Gilt nur für erforderliche Fachkräfte in Feuerwehren, die in ABC-Einheiten gemäß Brandschutzbedarfsplan mitwirken.

4 – Dieser Dienstgrad muss nicht durchlaufen werden.

5 – In Gemeinden mit Stadtrecht.

6 – In Gemeinden mit Stadtrecht.

## Berufsfeuerwehr

### Laufbahngruppe 1, 2. Einstiegsamt
- Brandmeister
- Oberbrandmeister
- Hauptbrandmeister
- Hauptbrandmeister mit Zulage

### Laufbahngruppe 2, 1. Einstiegsamt
- Brandoberinspektor-Anwärter
- Brandoberinspektor
- Brandamtmann
- Brandamtsrat

Hinweis: Anstelle des früher in Sachsen-Anhalt verliehenen Dienstgrades "Brandoberamtsrat" wird der Dienstgrad "Brandrat" und damit das 2. Einstiegsamt der Laufbahngruppe 2 verliehen.

### Laufbahngruppe 2, 2. Einstiegsamt
- Brandreferendar (überwiegend: Brandrat zur Anstellung)
- Brandrat
- Brandoberrat
- Branddirektor
- Leitender Branddirektor
- Landesbranddirektor (analog: Ministerialrat)

### Abzeichen

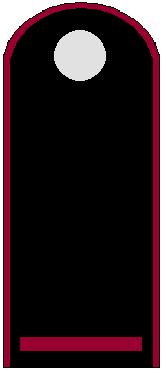
Brandmeister-Anwärter
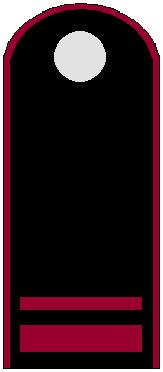
Brandmeister
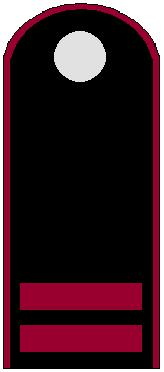
Oberbrandmeister
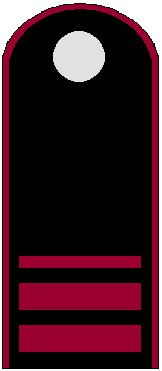
Hauptbrandmeister
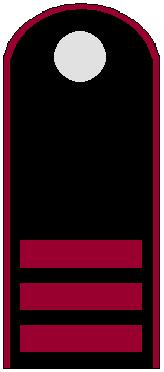
Hauptbrandmeister mit Zulage
Brandoberinspektor-Anwärter
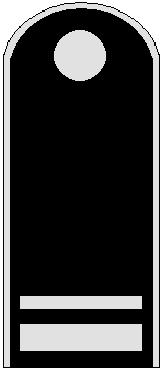
Brandoberinspektor
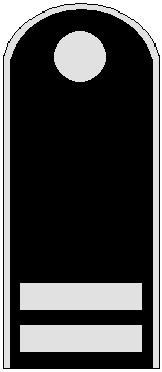
Brandamtmann
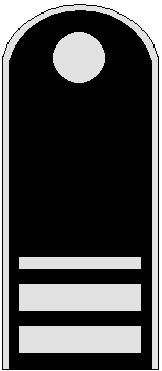
Brandamtsrat
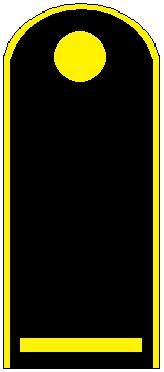
Brandreferendar
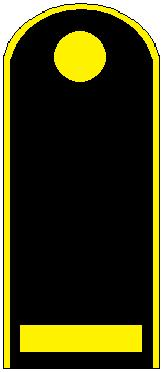
Brandrat
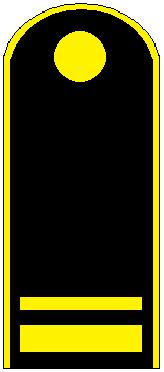
Brandoberrat
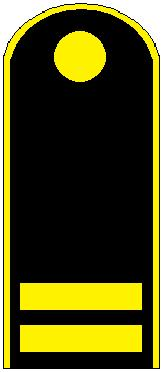
Branddirektor
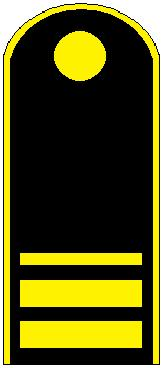
Leitender Branddirektor
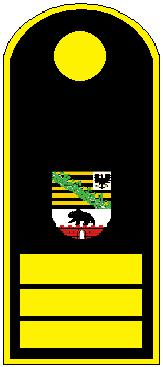
Landesbranddirektor